# Softwaredefineret radio
 For alternative betydninger, se SDR.
En softwaredefineret radio (SDR) er et radio kommunikationsystem, som anvender software i en større eller mindre del af radioforsatsens eller radiosenders signalkæde – f.eks. til modulation og/eller demodulation af signaler.
En softwaredefineret radio kan f.eks. indeholde software til AM, FM, støjdæmpende funktioner, deldatastrømme bl.a. til RDS, AMSS.
En softwaredefineret radio anvendes f.eks. i:
- GSM/3G mobiltelefon
- Transceiverne til trådløst datanet; trådløse netkort.[3]
- digital tv tunere, modtagere og tv
- digital radio tunere og modtagere

## Teknisk
Typiske SDR-modtagere kan enten bringe det analoge signal:
- direkte til digital form via en hurtig AD-konverter og kaldes så en Direct Sampling Receiver.[5][6]

eller
- blande det analoge signal med to signaler fra en oscillator med to udgange indbyrdes forskudt 90 grader, som vist i OFDM-modtager illustrationen. Det kaldes en QSD (Quadrature Sampling Detector), DDC (Digital Down Converter) eller Tayloe-detektor (opkaldt efter Dan Tayloe N7VE) - og de to blandere virker hver især stort set på samme måde som dioderingmikseren. Herefter sendes de to mikser-output signaler (Re, Im også kaldet I, Q) ind i hvert deres lavpasfilter.[7][8][9] Nu bringes de to signaler til digital form i hver deres AD-konverter (f.eks. i et PC lydkort). Kombinationen af signalerne I og Q – og intern signalbehandling gør at spejlfrekvensen dæmpes.

eller
- Fra en "gammeldags" superheterodynmodtager hentes mellemfrekvenssignalet ud, lige før AM-detektoren og blandes fra f.eks. 455kHz til f.eks. 12kHz via en ekstra blander – og sendes herefter ind i en AD-konverter – typisk PC-lydkort.[10][11][12]

Alle ovenstående SDR-modtageres digitale output digital signalbehandles (DSP) og output kan f.eks. være:
- Analoge signaler (via en DA-konverter) – en radiokanals signal
- Digitale data – en digital radiokanals indhold
- Et frekvensintervals signaler vist som funktion af tiden; vandfaldsdiagram.[13]

Den digitale signalbehandling kan fint foregå i en almindelig PC, men kan også foregå i dedikerede DSP-kredsløb – f.eks. FPGA-chip eller en hurtig mikroprocessor.